# 장치은
장치은은 대한민국의 가수다. 2014년 싱글 《말이야》로 정식 데뷔했다.

## 방송
- 보이스 코리아 2 (2013) - Top28

## 음반
- 2009 즐거운 음악 Single.2 (2009)
- 2009 즐거운 음악 (2009)
- 말이야 (2014)
- Listen (2015)